# 공기펌프자리 델타
공기펌프자리 델타(δ Ant, δ Antliae)는 남반구 하늘 공기펌프자리 방향에 있는 쌍성이다. 델타 항성계의 겉보기 등급은 +5.57로 맨눈으로 겨우 보일 수준이다. 시차 자료로부터 나온 우리 지구와 델타 사이 거리는 약 480광년이다. 델타의 빛은 지구와 이 계 사이에 있는 가스와 먼지 때문에 일부 차단되어 0.03등급 더 어둡게 보인다.
델타는 밤하늘에서 하나의 별처럼 보이지만 실제로는 두 개의 항성으로 이루어진 계(系)이다. 밝은 주성 공기펌프자리 델타 A는 분광형 B9.5 V의 B형 주계열성이며 어두운 동반성 공기펌프자리 델타 B는 분광형 F9 Ve의 F형 주계열성이다. 여기서 'e'는 스펙트럼상 방출선들이 나타난다는 뜻이다. 두 항성은 11초각 떨어져 있다.
델타 A의 질량은 태양의 3.4배이다. 밝기는 태양의 약 200배이며 유효 온도 11,117 켈빈의 복사에너지를 우주로 발산한다. 이 정도 온도에서 델타 A는 우리 눈에 청백색으로 빛나는 것으로 보인다.